# Rosario Ibarra
Pour les articles homonymes, voir Ibarra.
María del Rosario Ibarra de la Garza (née le 24 février 1927 à Saltillo et morte le 16 avril 2022 à Monterrey), également connue sous son nom de femme mariée Rosario Ibarra de Piedra, est une militante mexicaine et une figure éminente de la politique de ce pays.
Elle a été candidate à la présidence et présidente du Comité Eureka (es), une organisation de mères et de proches de disparus à la suite de la persécution et de la détention illégale de militants de mouvements politiques, armés et sociaux qui s'opposaient au gouvernement mexicain dans les années 1970 et 1980.